# Politically Incorrect

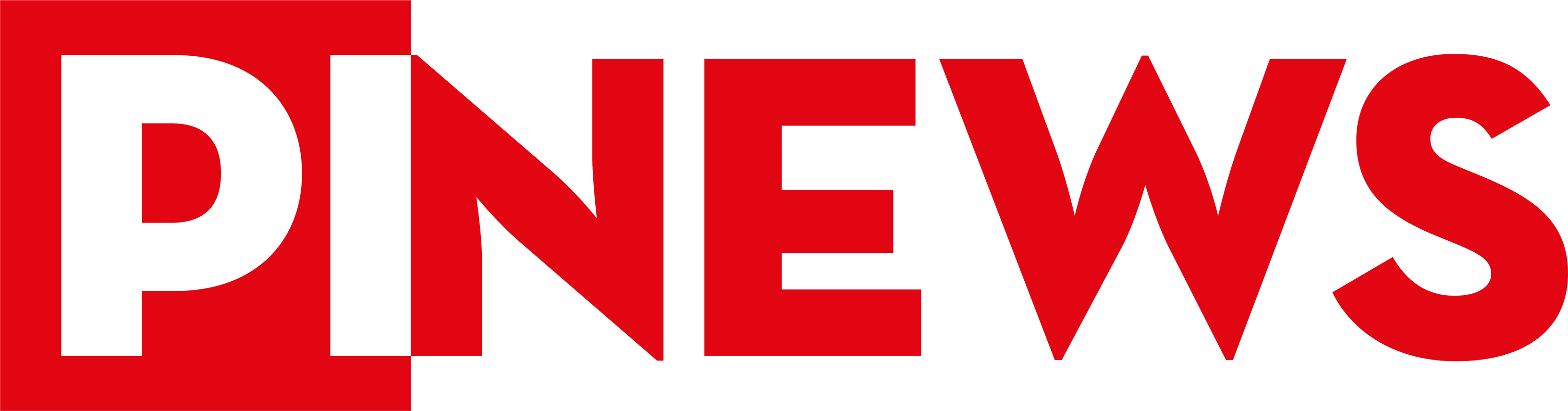
Het logo

Politically Incorrect (PI) is een Duitse extreemrechtse blog. PI publiceert via de website PI-NEWS. De blog is islamofobisch en populistisch. De website werd in 2004 opgericht door de sportleraar en rechtse activist Stefan Herre. PI is een platform dat ageert tegen politieke correctheid in de mainstream media (de "Lügenpresse") en tegen de vermeende islamisering van Europa. Het verspreidt complottheorieën over omvolking, corona, de Great Reset en de wereldmacht van de politieke elite. De Identitaire beweging en Pegida hebben een prominente plaats op de website.
De Duitse binnenlandse veiligheidsdienst beschouwt PI als extremistisch. PI-NEWS wordt geschreven door meerdere auteurs, heeft een groot lezersbereik en wordt in meer dan 20 talen vertaald, waaronder in het Nederlands. In 2021 had de blog naar eigen opgave rond 150.000 bezoekers per dag.

## Oprichting en redactie
De toenmalige sportleraar en rechtse activist Stefan Herre richtte Politically Incorrect op in november 2004, een week na de moord op Theo van Gogh. De website was bedoeld als fansite voor de Amerikaanse president George W. Bush. PI-NEWS ontwikkelde zich snel tot een verzamelplaats van moslimvijanden die de islam gelijkstellen met islamisme, die geen religie zou zijn, maar een geweldsideologie.
Van de handvol hoofdpersonen werd Michael Stürzenberger, anti-islamactivist en een van de hoofdauteurs van PI, als leider beschouwd. Herre zou in 2007 de blog hebben verkocht. De nieuwe eigenaar zou de Zwitserse gereformeerde dominee Christine Dietrich zijn geweest. Blijkens gelekte informatie over PI trok Herre daarna echter nog altijd aan de touwtjes. Wel had Dietrich directe toegang tot de server en werd zij betrokken bij belangrijke beslissingen. Dietrich schreef verder onder het pseudoniem "Thorin Eisenschild". Zij nam na het uitlekken van emails, volgens PI zelf, in 2012 afstand van de blog.

## Profiel
In 2011 had PI-NEWS volgens Zeit Online circa 75.000 dagelijkse bezoekers. De blog gold toen als belangrijkste verzameling van nieuws, filmen en bijeenkomsten gericht tegen "de islamisering van Europa". In 2017 werd het dagelijks aantal lezers inmiddels rond 400.000 geschat. Volgens PI-NEWS zelf had het in 2021 rond 150.000 bezoekers per dag.
PI-NEWS is naar eigen zeggen tegen de 'censuur' van de 'politieke correctheid' en het Gutmenschentum, die tegenwoordig overal de mainstream media domineren. Ze zegt voor het grondrecht van menings- en informatievrijheid te staan. De steeds meer om zich heen grijpende "ideologie van het multiculturalisme" zou een sluipende uitholling van onze rechten betekenen. De media wordt een pro-islamitische zelfcensuur verweten in een toenemende islamisering van Europa. De blog is pro-Israëlisch en pro-Amerikaans. PI-NEWS plaatst ook video's van de verwante "alternatieve" televisiezender AUF1.
Stürzenberger heeft nauwe banden met Pegida. Hij was actief bij de organisatie van demonstraties van Bagida in München, de Beierse tak van Pegida. De hoofdorganisator van Bagida, Birgit Weißmann, was tevens lid van PI.

### Extreemrechts
Spiegel Online berichtte in 2011 dat PI nauwe contacten heeft met de – inmiddels opgeheven – rechts-populistische islamofobische politieke partij Die Freiheit. Ook was er sprake van banden met de Zweedse rechtse extremist Patrik Brinkmann. Ook met de rechtse krant Junge Freiheit werden berichten uitgewisseld.
Het Beierse ministerie van Binnenlandse Zaken heeft in 2013 PI als 'verfassungsfeindlich' verklaard en volgt daarom alle activiteiten van deze organisatie. Stürzenberger wordt gevolgd wegens zijn banden met het extreemrechtse milieu. De Duitse binnenlandse veiligheidsdienst (BfV) beschouwt PI-NEWS als extremistisch.

## Presentatie
De site is onderverdeeld in "Siedlungspolitik" (vestigingspolitiek: islamisering van Duitsland door immigratie-politiek) met de sub-rubrieken "Asyl-Irrsinn" (asielwaanzin), "Bereicherung" (criminaliteit van migranten) en "Islamiserung Deutschlands/Europas"; "Kriminalität" (ook over criminaliteit van migranten); "Islam"; "Linke" met sub-rubrieken "Strijd tegen rechts", "Links fascisme en "Rote SA". "Rote SA" of "Linke SA" verwijst naar antifascisten en "Linksextremisten", die worden vergeleken met Sturmabteilung van de NSDAP. De term "rote SA" wordt met name gebezigd in kringen van de Alternative für Deutschland (AfD).

Het menu "Altmedien" over de  traditionele media is onderverdeeld in "Fake News", "Lügenpresse" en "Meinungsfreiheit". "Aktivismus" bericht onder andere over de Identitaire beweging en Pegida.
Onderaan de artikelen in PI-NEWS is gelegenheid om commentaren op het artikel of over onderwerpen in het algemeen te plaatsen. Deze worden niet of nauwelijks gefilterd. Verdedigers van moslims en integratie van immigranten worden honend uitgemaakt voor politiek correcte 'Gutmenschen'.

### Pro-Israëlisch en pro-Amerikaans
Jarenlang vermeldde PI-NEWS in de kop van haar hoofdpagina, later onderaan het artikel:
"News gegen den Mainstream · Proamerikanisch · Proisraelisch · Gegen die Islamisierung Europas · Für Grundgesetz und Menschenrechte".
Onderaan het artikel stond standaard vermeld: 
"This blog supports a strong and secure Israel and appreciates its virtues".
Later werd de koptekst naar onderen verplaatst. In 2023 werd de slagzin gewijzigd in "PI-NEWS (Politically Incorrect): Unabhängig · Kritisch · Neutral." 
In 2022 werden in de richtlijnen op de website Israël en de VS beschreven als zondebok van de mainstream media. Zij zouden volgens andere maatstaven beoordeeld worden dan alle andere staten. Ten aanzien van Israël zou de dader-slachtoffer-rol tegenover de Arabische wereld in de media steeds worden omgekeerd. De alinea over pro-Amerika en pro-Israëlisch werd in maart 2023 uit de richtlijnen verwijderd.
In 2016 en 2017 organiseerde de blog voor de lezers een groepsreis naar Israël. De reisorganisator – eerder actief in de anti-islampartij "Die Freiheit" – presenteerde zich onder het pseudoniem 'Mr. Merkava', naar een type Israëlische gevechtstank. Een aantal deelnemers was actief binnen de AfD. 'Mr. Merkava' publiceerde ook "lügenfreie" artikelen, foto's en interviews op PI-NEWS.
Sinds de Russisch-Oekraïense Oorlog verschijnen ook pro-Russische artikelen. In diverse artikelen wordt de vermeende terughoudendheid van Rusland geprezen en Oekraïne als de eigenlijke agressor voorgesteld. Op de startpagina werd sinds 2022 gelinkt naar de Duitstalige Russische staatszender RT (voorheen Russia Today).